# 關埔重劃區
關埔重劃區是位於中華民國新竹市東區的一個都市更新區域，總面積59.02公頃，自2007年開始進行。關埔為「關長」、「光埔」兩重劃區合稱而來；「關長」為地段「關東段」、「長春段」合稱；「光埔」為「光武段」、「埔頂段」（1995年已廢段，拆為復興段、國道段，光埔一期只含國道段）的合稱。是一個鄰近新都心計畫區、高鐵新竹車站特定區、新竹科學園區以及位於台鐵內灣線經區內的區域，設新莊車站一站，目前正逐步建設中，已有相關建案開發中，並已進駐好市多新竹店，未來可能有大型商業設施將進駐。 

## 背景

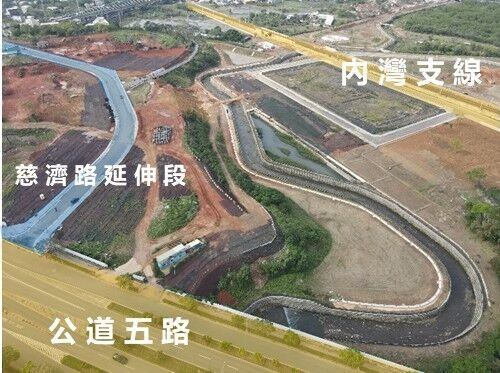
2025年4月26日光埔二期重劃區區內道路路型與公園景觀雛形。

關埔計畫為「擴大新竹市都市計畫（高速公路新竹交流道附近地區）」之別稱，過去原為規劃延續新竹科學園區發展之竹二科，面積約327公頃。新竹市政府考量財務問題，向中央多次爭取市地重劃與區段徵收並行，終獲同意，此為全台首例。科園、關東橋、龍山、埔頂一帶是公設比較低的都市計畫地區，關埔計畫開發完成之後，除了住宅用地之外，將有一個國小用地、一個完全中學用地，區內有30米及20米環狀大道、機關用地，還有公道五交流道交通轉運中心、光復路園區交通轉運中心、內灣線台鐵新莊站以及公園綠地、兒童遊樂場等，計將補完目前關東橋地區所缺乏的公共設施。此後以復興段、新莊段為範圍的光埔二期於2015年7月發佈實施，2025年為計畫目標年。

### 緣起
「擬定高速公路新竹交流道附近地區特定區計畫(新竹市部分)(光埔及關長重劃區部分)細部計畫」於民國 96 年 12 月 28 日發布實施，原係配合二處土地所有權人申請自辦市地重劃範圍，及因應都市計畫法規定主要及細部計畫分離之原則，故對重劃區範圍擬定細部計畫，並參考「擬定高速公路新竹交流道附近地區特定區計畫(新竹市部分)(已發展區)細部計畫」訂定其土地使用分區管制要點、都市設計準則及開發獎勵要點，以促進其土地利用。 

### 重劃範圍
光埔重劃區範圍東以冷水坑溪（都市計畫綠 7、綠 8 及綠 9）、西以光復路一段 576 巷、南以光復路及北以埔頂路為界所圍成之範圍，但不包含已發展區 H18、啟智中心專用區及零工（二），面積計 44.89 公頃。關長重劃區範圍東以編號 4-10-15M計畫道路與關東路交接處為界，西以編號 4-8-15M 計畫道路與新莊街路口東側為界，南以編號 4-9-15M 計畫道路鄰接公（兒）三為界，北以關東路西北側為界，關長重劃區除前揭範圍外，另含新莊段公園用地部分，面積計 14.13 公頃。本細部計畫區範圍面積總計 59.02公頃。

### 土地面積
光埔重劃區面積計 44.89 公頃，關長重劃區面積計 14.13 公頃，計畫區範圍面積總計 59.02公頃。 

## 外部連結
- 新竹市政府地政局 （页面存档备份，存于）